# Hannah Mancini
Hannah Mancini (Fresno, California, Estados Unidos, 22 de enero de 1980) es una cantante estadounidense radicada en Eslovenia. Participó en la final del proceso de selección esloveno para el Festival de la Canción de Eurovisión 2011 junto a Sylvain y Mike Vale con la canción "Ti si tisti". Dos años después, fue elegida internamente para representar a Eslovenia en el Festival de la Canción de Eurovisión 2013 con la canción "Straight into love", aunque no pasó a la final.